# Nord-Est (Haiti)
Nord-Est, (haitisk kreol: Nòdès) är ett departement i Haiti. Huvudort är Fort-Liberté. Antalet invånare är 393 967. och en yta på 1 622 km². Den gränsar till regionerna Nord, Centre och till Dominikanska republiken

## Administrativ indelning
Departementet är indelat i 4 arrondissement (arrondissements) som i sin tur är indelade i 13 
kommuner (communes).
- Arrondissement de Fort Liberté
  1. Fort-Liberté
  2. Perches
  3. Ferrier
- Arrondissement d’Ouanaminthe
  1. Ouanaminthe
  2. Capotille
  3. Mont-Organisé
- Arrondissement du Trou du Nord
  1. Trou du Nord
  2. Caracol
  3. Sainte-Suzanne
  4. Terrier Rouge
- Arrondissement de Vallières
  1. Vallières
  2. Carice
  3. Mombin Crochu